# Sekou Macalou

a Compétitions nationales et continentales officielles uniquement.

b Matchs officiels uniquement.
Dernière mise à jour le 16 novembre 2023.
Sekou Macalou, né le 20 avril 1995 à Sarcelles, est un joueur français international de rugby à XV et de rugby à sept qui évolue au poste de troisième ligne aile au sein de l'effectif du Stade français.

## Biographie

### Origines et premiers sports
Né à Sarcelles, en Île-de-France, il a toujours fait de sa proximité à sa région natale une des priorités de sa carrière.
Ayant fait du football et de l’athlétisme dans sa jeunesse, il découvre finalement le rugby au club de Sarcelles, auquel il reste très attaché.
Selon son entraîneur au rugby à Massy Olivier Nier, son potentiel physique précoce est d'autant plus remarquable que tous les autres membres de sa fratrie souffrent d'asthme.

### Carrière

#### En club
Devenu pro en 2013 au RC Massy, notamment à la faveur d'un passage des lignes arrières aux avants, sous l'impulsion du DTN de l'époque, Didier Retière.
En octobre 2017, il signe son premier contrat pro avec le Stade français. Il s'engage avec le club parisien jusqu'en 2022.
Souvent remarqué pour ses performances de très haut niveau, comme contre le Munster en coupe d'Europe, ou dans les derbys contre le Racing 92,,, il tarde cependant à s'imposer durablement au sein de son équipe, pas assez impliqué pour aller jusqu'au bout de son enorme potentiel.
C'est à partir de la saison 2018-19, et avec l'arrivée du coach Heyneke Meyer, qu'il devient vraiment un élément central de son équipe, étant récompensé par un Oscar du Midol dès la première semaine. À la 15e journée du Top 14, il est le joueur le plus utilisé de son équipe, auteur de 4 essais, et domine le classement des meilleurs plaqueurs.

#### En sélection nationale
En 2015, il participe au Tournoi des Six Nations et à la Coupe du monde avec l'équipe de France des moins de 20 ans.
En juillet 2016, il figure sur la Liste développement de 30 joueurs de moins de 23 ans à fort potentiel que les entraîneurs de l'équipe de France suivent pour la saison 2016-2017.
Il est sélectionné en équipe de France pour jouer le 14 novembre 2017 contre les All Blacks au Groupama Stadium. Ce match qui se déroule sans les principaux joueurs de l'équipe de France ne compte pas comme une sélection officielle.
Il obtient finalement sa première vraie sélection le 25 novembre 2017 contre l'équipe du Japon à la U Arena de Nanterre, match où il est encore remarqué, malgré la contre-performance de son équipe.
Appelé à nouveau pour le Tournoi des Six Nations 2018, il sort finalement du groupe à la suite des problèmes de son équipe à Édimbourg, qui le maintiennent ensuite éloigné de l'équipe de France,
International en rugby à sept, il fait notamment partie des joueurs du Top 14 mis à disposition de l'équipe nationale pour les World Sevens Series 2018-19.
Il est rappelé en équipe de France de rugby à XV lors de la Coupe d'automne des nations et joue contre l'Italie le 28 novembre 2020, match au cours duquel il marque son premier essai en bleu.
Il est ensuite appelé de façon sporadique avec les Bleus, ne parvenant pas à s'imposer réellement dans le groupe de Fabien Galthié. Néanmoins sélectionné fin juin 2023 dans une liste de 42 joueurs pour préparer la Coupe du monde 2023, il fait partie de la liste officielle des 33 joueurs qui joueront la compétition.

## Style de jeu
Il a un profil de troisième ligne aile très moderne, à la fois très bon défenseur (il se retrouve souvent dans le haut du classement des plus gros plaqueurs du Top 14), très efficace en touche, dans les réceptions ou en contre, il possède aussi une pointe de vitesse très supérieure aux normes de son poste. Ces capacités lui permettent de jouer à la fois au centre ou à l'aile de la 3e ligne,, mais aussi au poste de trois-quart aile,, où il jouait dans les catégories de jeunes. L'indiscipline associée à son activité sur le terrain fait partie de ses principales limites.
Sa vitesse s'explique notamment par le fait qu'il a découvert l'athlétisme avant le rugby (sa vitesse était telle à l'époque qu'il avait été surclassé dans la génération au-dessus), conservant ensuite cette aptitude notamment via le rugby à sept qu'il pratique à ses débuts,.
En 2017, il est notamment cité parmi les plus grands espoirs du rugby mondial à son poste. En France, des médias parlent de lui comme d'un « profil assez rare dans le rugby français » ou encore un « joueur à part ».
Olivier Magne, son entraîneur en moins de 20 ans, parle notamment de lui comme d'un joueur « capable de breaker, de faire le lien avants/trois-quarts » et « exceptionnel sur l'explosivité ».

## Statistiques

### En club
| Saison               | Club                 | Championnat | Championnat | Championnat | Compétitions de l'EPCR                       | Compétitions de l'EPCR                       | Compétitions de l'EPCR                       | Total année | Total année |
| Saison               | Club                 | Compétition | Matchs      | Essais      | Compétition                                  | Matchs                                       | Essais                                       | Matchs      | Essais      |
| -------------------- | -------------------- | ----------- | ----------- | ----------- | -------------------------------------------- | -------------------------------------------- | -------------------------------------------- | ----------- | ----------- |
| 2013-2014            | RC Massy             | Fédérale 1  | 5           | -           | Pas de qualification pour une coupe d'Europe | Pas de qualification pour une coupe d'Europe | Pas de qualification pour une coupe d'Europe | 5           | -           |
| 2014-2015            | RC Massy             | Pro D2      | 14          | 2           | Pas de qualification pour une coupe d'Europe | Pas de qualification pour une coupe d'Europe | Pas de qualification pour une coupe d'Europe | 14          | 2           |
| Sous-total RC Massy  | Sous-total RC Massy  | Top 14      | 19          | 2           | -                                            | -                                            | -                                            | 19          | 2           |
| 2015-2016            | Stade français Paris | Top 14      | 9           | 1           | Coupe d'Europe                               | 2                                            | 1                                            | 11          | 2           |
| 2016-2017            | Stade français Paris | Top 14      | 15          | 3           | Coupe d'Europe + Challenge européen          | 1+4                                          | 2+2                                          | 20          | 7           |
| 2017-2018            | Stade français Paris | Top14       | 17          | 2           | Challenge européen                           | 3                                            | 1                                            | 20          | 3           |
| 2018-2019            | Stade français Paris | Top 14      | 23          | 8           | Challenge européen                           | 1                                            | -                                            | 24          | 8           |
| 2019-2020            | Stade français Paris | Top 14      | 9           | 4           | Challenge européen                           | 3                                            | -                                            | 12          | 4           |
| 2020-2021            | Stade français Paris | Top 14      | 14          | 9           | Challenge européen                           | -                                            | -                                            | 14          | 9           |
| 2021-2022            | Stade français Paris | Top 14      | 18          | 3           | Coupe d'Europe                               | 1                                            | -                                            | 19          | 3           |
| 2022-2023            | Stade français Paris | Top 14      | 17          | 7           | Challenge Cup                                | 1                                            | 1                                            | 18          | 8           |
| 2023-2024            | Stade français Paris | Top 14      | 3           | 1           | Champions Cup                                | -                                            | -                                            | 3           | 1           |
| Total Stade français | Total Stade français | Top 14      | 125         | 38          | Compétitions de l'EPCR                       | 4+12                                         | 3+4                                          | 140         | 45          |
| Total                | Total                | Championnat | 144         | 40          | Coupe d'Europe/Champions Cup                 | 4                                            | 3                                            | 159         | 47          |
| Total                | Total                | Championnat | 144         | 40          | Challenge européen/Cup                       | 12                                           | 4                                            | 159         | 47          |

### Internationales
| Année | Compétition                 | Matchs | Points | Essais |
| ----- | --------------------------- | ------ | ------ | ------ |
| 2017  | Test matchs                 | 1      | -      | -      |
| 2020  | Coupe d'automne des nations | 2      | 5      | 1      |
| 2021  | Test matchs                 | 4      | -      | -      |
| 2022  | Test matchs                 | 4      | -      | -      |
| 2023  | Tournoi des Six Nations     | 4      | -      | -      |
| 2023  | Test matchs                 | 3      | 5      | 1      |
| 2023  | Coupe du monde              | 2      | -      | -      |
| Total | Total                       | 20     | 10     | 2      |

| Numéro | Date             | Lieu                          | Adversaire | Compétition                 | Résultat | Score |
| ------ | ---------------- | ----------------------------- | ---------- | --------------------------- | -------- | ----- |
| 1      | 28 novembre 2020 | Stade de France, Saint-Denis  | Italie     | Coupe d'automne des nations | Victoire | 36-5  |
| 2      | 19 août 2023     | Stade de la Beaujoire, Nantes | Fidji      | Test match                  | Victoire | 34-17 |

## Palmarès

### En club
Il est finaliste du championnat de France de Fédérale 1 en 2014 avec Massy.
Il remporte le challenge européen en 2017 avec le Stade français Paris face au club anglais de Gloucester.

### En sélection nationale

#### Tournoi des Six Nations
| Édition          | Rang | Résultats France | Résultats Macalou | Matchs Macalou |
| ---------------- | ---- | ---------------- | ----------------- | -------------- |
| Six Nations 2023 | 2    | 4 v, 0 n, 1 d    | 3 v, 0 n, 1 d     | 4/5            |

#### Coupe du monde
| Édition     | Rang               | Résultats France | Résultats Macalou | Matchs Macalou |
| ----------- | ------------------ | ---------------- | ----------------- | -------------- |
| France 2023 | Quart-de-finaliste | 4 v, 0 n, 1 d    | 1 v, 0 n, 1 d     | 2/5            |